# Isabelle Grenier
Isabelle Grenier (3 giugno 1978) è un'ex cestista canadese.

## Carriera
Con il Canada ha disputato i Campionati mondiali del 2006 e tre edizioni dei Campionati americani (2001, 2005, 2007).